# Northrop F-5
Die Northrop F-5 Freedom Fighter und die daraus entwickelte F-5E Tiger II sind seit den 1950er Jahren von Northrop in den Vereinigten Staaten entwickelte und gebaute zweistrahlige Jagdflugzeuge. Sie finden bis heute weltweite Verwendung, unter anderem bei den Kunstflug-Staffeln Patrouille Suisse und Turkish Stars.

## Geschichte
Northrop untersuchte ab 1950 in zahlreichen Studien innovative Konstruktionsmöglichkeiten und Vermarktungssaussichten für ein Leichtbaujagdflugzeug, das vor allem von kleineren mit den USA verbündeten Staaten in Asien und Europa eingesetzt werden sollte. Treibende Kraft bei Northrop war der neue Vizepräsident des Unternehmens, Edgar Schmued, der bereits für die Konstruktion der North American P-51 Mustang verantwortlich gewesen war. Die Studien unterteilten die Kosten in die Bereiche Forschung und Entwicklung, Beschaffung und Betriebskosten, wobei Northrop zeigen konnte, dass letztere den größten Anteil darstellten. Es sollten daher vor allem die zu den Betriebskosten proportionale Größe des Flugzeugs, sein Gewicht und die Systemkomplexität verringert werden.
Als erster Entwurf wurde die N-102 Fang konzipiert, bei dem aber schnell klar wurde, dass bei der Verwendung der damaligen Triebwerke mit einer Flugmasse zwischen 6800 und 8165 kg das Ziel eines leichten Jagdflugzeugs nicht erreicht werden konnte. Noch im Jahr 1954 wurde eine Attrappe der Fang hergestellt, die weiteren Arbeiten aber kurz danach eingestellt.

### N-156T

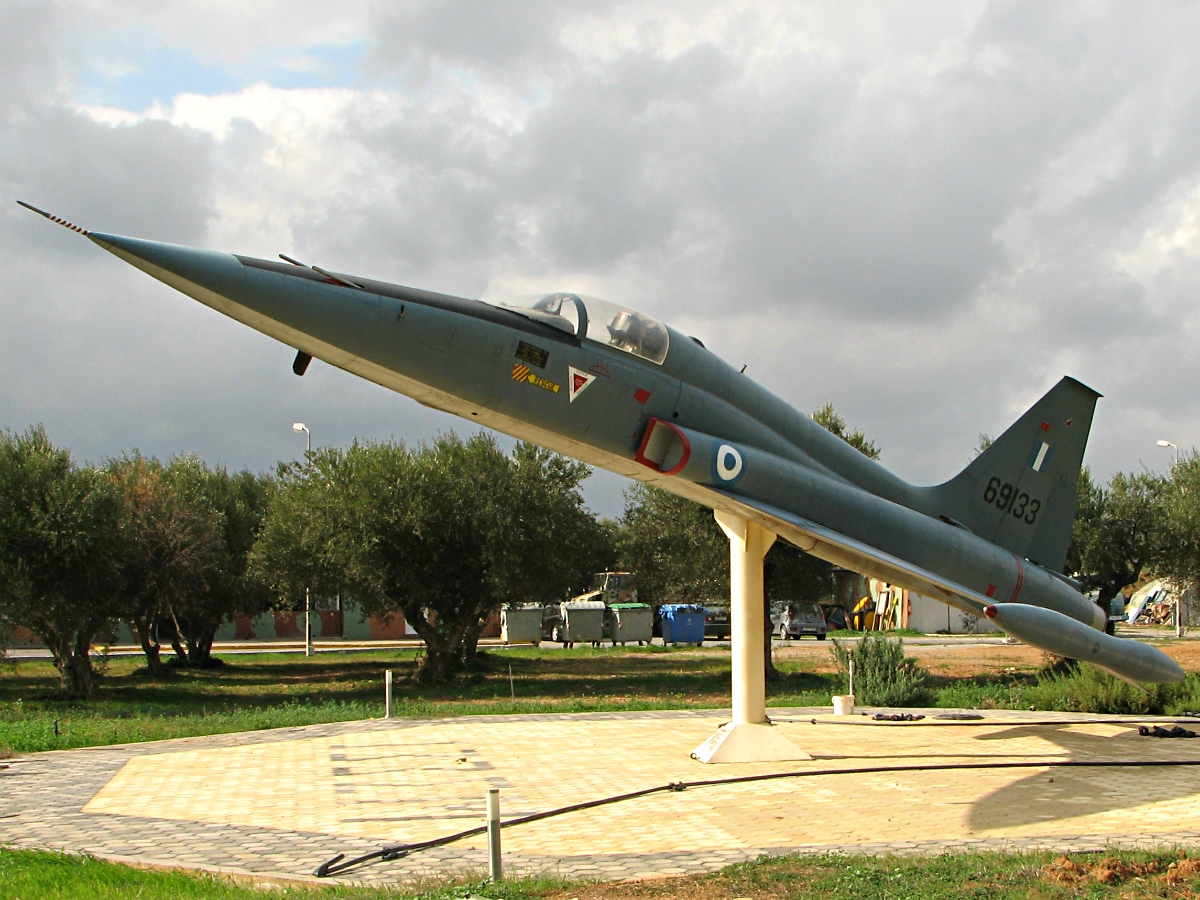
Griechische F-5A

Die nächsten Konstruktionsarbeiten an einem Leichtbaujagdflugzeug begannen 1955 unter der Bezeichnung N-156. Die Gewichtsreduktion ergab sich dabei hauptsächlich durch die Verfügbarkeit des kleinen General-Electric-J85-Triebwerks. Das originale YJ85 besaß zwar keinen Nachbrenner und lieferte einen Schub von lediglich 9,34 kN, die Northrop-Planungen basierten jedoch auf einer von General Electric in Aussicht gestellten Nachbrenner-Version mit 17,3 kN Schub. Die N-156 durchlief einige stark voneinander abweichende Entwicklungsstufen. Im März 1955 machte die zweisitzige N-156TX Tally Ho den Anfang, bei der noch zwei Triebwerke in Unterflügelgondeln vorgesehen waren. Dann folgte die N-156NN im November 1955 als Marinejagdflugzeug, die ähnlich der Grumman F9F Panther ausgelegt war und auf Begleitträgern eingesetzt werden sollte. Für 1956 sind noch sechs nicht weiter verfolgte Entwürfe bekannt, bevor schließlich für Windkanaluntersuchungen die einsitzige N-156F und die zweisitzige N-156T als endgültige Konzepte gewählt wurden.
Die relativ geringe Höchstgeschwindigkeit des Entwurfs von Mach 1,5 lag unter der damaliger gegnerischer Jagdflugzeuge und trug wesentlich zum Widerstand gegen Northrops Konstruktion bei. Das Unternehmen verwies jedoch darauf, dass die Zelle zwar eine Erhöhung um 0,3 Mach verkraften könne, die Verbesserung der Zuverlässigkeit, Wartbarkeit und Betriebskosten aber im Vordergrund stünden. Northrop beschloss, sich zuerst auf die Zweisitzerversion zu konzentrieren, da man hier die besseren Vermarktungsmöglichkeiten sah. Die N-156T wurde deshalb so weit entwickelt, dass sie noch 1955 an dem USAF-Wettbewerb General Operational Requirement SS-240L für ein Überschall-Schulflugzeug als Lockheed T-33-Ersatz teilnehmen konnte. Im Juni 1956 beauftragte die US Air Force (USAF) den Bau von drei Prototypen unter der Bezeichnung YT-38. Der letzte war als statische Bruchzelle vorgesehen. Schwierigkeiten bei der Entwicklung der Nachbrenner-Version des J85 führten zu Verzögerungen beim Erstflug der T-38. Schließlich fand dieser am 10. April 1959 mit dem lediglich 8,45 kN liefernden nachbrennerlosen YT85-1 statt.

### N-156F
Obwohl die N-156F theoretisch auch mit dem Pratt & Whitney J60 oder den Rolls-Royce-Triebwerken RB.145 oder RB.153 hätte ausgerüstet werden können, verwendete auch der Einsitzer das YT85-1. Die N-156F behielt die maximal mögliche Übereinstimmung mit der T-38, sodass die T-38-Attrappe kurzfristig in die Jägerausführung umgebaut werden konnte. Da diese weiterhin ein private-venture-Projekt war, versuchte Northrop die Änderungen so gering wie möglich zu halten. Die N-156F hatte aber größere Lufteinläufe, um später auch leistungsstärkere Triebwerke mit größerem Massenstrom einsetzen zu können, eine geänderte splitter-plate zum Abtrennen der rumpfnahen Grenzschicht im Lufteinlauf, sowie verlängerte LERX. Auch Vorflügel wurden eingeführt.
Das amerikanische Verteidigungsministerium bewilligte Northrop am 25. Februar 1958 im Rahmen des FX-Programms 32 Millionen US-Dollar zum Bau von drei Prototypen und einer Bruchzelle. In diesem Programm sollte ein counter-air-Jagdflugzeug entwickelt werden, das an vom Military Assistance Program (MAP) begünstigte Staaten geliefert werden sollte. Das Flugzeug erhielt den Namen Freedom Fighter. Nach dem Roll-out am 31. Mai 1959 folgte am 30. Juli des gleichen Jahres der Erstflug, vier Monate nach der YT-38. Bereits beim Erstflug erreichte der Testpilot Lew Nelson Überschallgeschwindigkeit. Trotz ausgezeichneter Ergebnisse der mit zwei Prototypen durchgeführten Flugerprobung entschied die USAF im August 1960, dass für diese Klasse von Flugzeugen kein unmittelbarer Bedarf bestehe. Ohne diese USAF-Bestätigung sah Northrop keine Chance mehr, die N-156F noch vermarkten zu können. Das Programm wurde daraufhin abgebrochen und der dritte Prototyp nicht fertiggestellt.

### F-5A

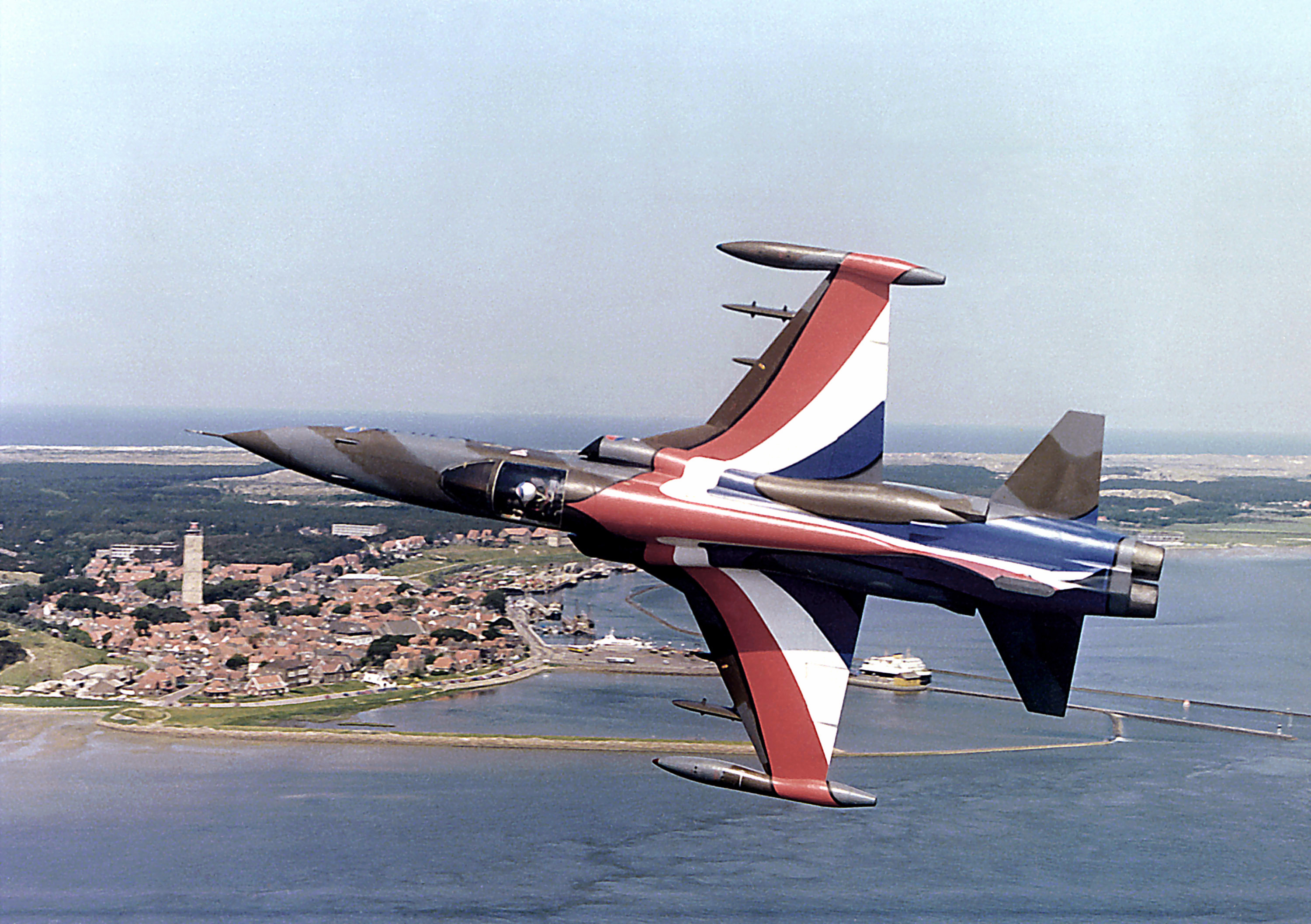
Niederländische F-5A

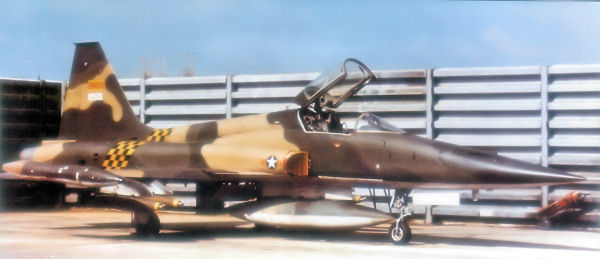
Südvietnamesische F-5C, 1971

Im Jahr 1962 erwachte das Interesse an N-156F erneut. Präsident John F. Kennedy kündigte an, „jeden Preis“ für die Erhaltung der Freiheit und den Sieg über den Kommunismus zahlen zu wollen. Hierzu gehörte auch die Bereitstellung von Finanzmitteln zur Beschaffung fortgeschrittener Jagdflugzeuge für die Verbündeten der USA. Die USAF blieb hinsichtlich der N-156F skeptisch, da sie Varianten der Lockheed F-104 Starfighter (F-104-17 bzw. F-104H) und der Vought F8U Crusader für diese Zwecke bevorzugte. Die US Army hingegen zeigte Interesse und lieh den Prototyp aus, den sie mit dem vollen Standardanstrich der Army versah und für ihr Beschaffungsprogramm eines Luftnahunterstützungs-Starrflügelflugzeugs in einem für die N-156F sehr erfolgreichen Vergleichsfliegen gegen die Fiat G.91 und Douglas A4D Skyhawk einsetzte.
Die USAF bestand jedoch auf ihrem Vorrecht, Jet-Flugzeuge zur Luftnahunterstützung bereitzustellen und übte dahingehend Druck auf die Army aus, die den Vergleichswettbewerb daraufhin einstellte. Während die Army damit weiterhin Hubschrauber in dieser Rolle einsetzte, war das Interesse der USAF an der N-156F aufs Neue geweckt. Am 23. April 1962 bestätigte der Verteidigungsminister offiziell, dass die N-156F die Anforderungen des FX-Programms erfüllte; am 9. August 1962 erhielt das Flugzeug die USAF-Bezeichnung F-5. Die drei Prototypen erhielten rückwirkend die Bezeichnungen YF-5A, während die Bruchzelle ungewöhnlicherweise mit XF-5A ebenfalls eine USAF-Bezeichnung erhielt. Im Oktober 1962 wurde ein Auftrag über 20 Millionen US-Dollar zum Produktionsstart erteilt. Zwischen den einsitzigen F-5A und zweisitzigen F-5B sollte ein Stückzahlverhältnis von 9:1 eingehalten werden.
Die bisher nicht verwendete XF-5A wurde als erstes neues Flugzeug in der Serienkonfiguration mit zwei J85-GE-13 mit je 18,15 kN fertiggestellt. Die bisherige USAF-Seriennummer 59-4993 der eigentlich als Bruchzelle vorgesehenen Maschine wurde in 63-8367 geändert. Die wichtigste Verbesserung dieser ersten F-5A war die verstärkte Tragfläche, die nun zwei weitere Außenlaststationen aufwies und deren Gesamtzahl damit auf sieben, einschließlich der Tragflächenspitzen, erhöhte. Die beiden N-156F-Prototypen wurden auf den gleichen Standard gebracht. Während der Erprobung folgte am 27. August 1963 ein zweiter Auftrag, der die Gesamtzahl – einschließlich der Doppelsitzertrainer – auf 170 Flugzeuge brachte. Zwischen Februar und Oktober 1964 wurden erstmals Rohrwaffen in Form von zwei 20-mm-Kanonen Colt-Browning M39 im oberen Teil des Rumpfbugs eingebaut und erprobt.
Der erste Abnehmer der F-5A war Norwegen, das seine Beschaffung von 64 Flugzeugen im Februar 1964 ankündigte. Diese F-5A(G) erhielten zusätzlich eine beheizbare Frontscheibe, einen Landehaken und Vorrichtungen für JATO-Starts. Von der USAF wurden die ersten F-5A im Januar 1964 noch ohne Kanonenbewaffnung übernommen und ab August 1964 bei der 4441st Combat Crew Training School (CCTS) auf der Williams Air Force Base eingesetzt.
Zu den weiteren Staaten, die diese neuen Jäger erhielten, gehörte Südvietnam. Dort stellte die F-5A ihre Effektivität an der Grenze zu Nordvietnam unter Beweis (von 1965 bis 1967 teilweise mit USAF-Markierungen im sogenannten „Skoshi-Tiger“-Projekt). Während der Kämpfe in Vietnam erhielt der Freedom Fighter dann auch seinen Spitznamen „Tiger“. Nachdem 1975 in der Schlacht von Xuan Loc der Flugplatz von Biên Hòa überrannt worden war, übernahmen nordvietnamesische Piloten die Maschinen und setzten sie gegen die südvietnamesischen Armee ein. Weitere Exemplare erhielt die Demokratische Republik Vietnam später aus Thailand zurück, wohin zahlreiche südvietnamesische Piloten mit ihren Flugzeugen flüchteten.

### F-5B
Die zweisitzige F-5B verband das Tandemcockpit der T-38 mit der Zelle der F-5A, wobei auch deren Außenlaststationen, die LERX und die größeren Lufteinläufe, beibehalten wurden. Die Maschinenkanonen wurden jedoch nicht übernommen. Der Prototyp führte seinen Erstflug am 24. Februar 1964 durch. Die ersten fünf F-5B wurden im April 1964 von der 4441st CCTS übernommen und dort im August mit sieben F-5A ergänzt. Obwohl sie von der USAF betrieben wurde, diente die CCTS nur zur Schulung von Piloten und Bodenmannschaften von Kundenländern. Im März 1965 konnte der erste Schulungskurs mit Piloten aus Iran und Südkorea abgeschlossen werden. Die Flugzeuge der 4441st CCTS trugen zwar USAF-Markierungen, sie gehörten aber tatsächlich den jeweiligen MAP-Staaten.
Die F-5B unterscheidet sich in den folgenden Punkten von der T-38:
- Flügelpylone für Waffen
- Sidewinder-Pylone an den Flügelspitzen
- fest montierter Centerlinepylon
- IFF
- LERX (Leading-Edge Root Extensions) – Verlängerung der Flügelvorderkante zwischen Flügelwurzel und Triebwerkseinlässen
- Bremsschirm
- verstärktes Fahrgestell
- die meisten Exemplare besitzen einen Fanghaken

## Variantenübersicht
XF-5A
Statische Bruchzelle, die ungewöhnlicherweise sowohl eine USAF-Bezeichnung, als auch eine Seriennummer erhielt.
YF-5A
Rückwirkende Bezeichnung für die drei N-156F-Prototypen
F-5A
Produktion für das MAP-Programm
CF-5A
Von Canadair (Werksbezeichnung CL-219) für die kanadischen Luftstreitkräfte gebaute F-5A. Mit kanadischem Orenda-Triebwerk mit 150 kp mehr Schub, starre Luftbetankungssonde rechts.
NF-5A
von Canadair für die niederländischen Luftstreitkräfte gebaut. Mit neuem Radar, Moving Map, größeren Abwurftanks, rechnergesteuerten Slats und Flaps für bessere Manövrierfähigkeit.
RF-5A
Foto-Aufklärungsversion der F-5A mit modifiziertem Rumpfbug. Beschränkt kampftauglich mit vier Bugkameras ausgerüstet. Nur eine Bordkanone, kein Radar.
SF-5A
Von CASA für die spanischen Luftstreitkräfte gebaut. Spanische Bezeichnung C9
VF-5A
Inoffizielle Bezeichnung der venezolanischen F-5A
F-5B
Rückwirkende Bezeichnung für die N-156B. Zweisitzige Einsatztrainerversion. Produktion im Rahmen des MAP-Programms
NF-5B
Von Canadair für die Niederlande gebaut. Mit neuem Radar, Moving Map, größeren Abwurftanks, rechnergesteuerten Slats und Flaps für bessere Manövrierfähigkeit.
SF-5B
Von CASA für die spanischen Luftstreitkräfte gebaut. Spanische Bezeichnung CE9
VF-5B
Inoffizielle Bezeichnung der venezolanischen F-5B
F-5C
Reservierte Bezeichnung für F-5A der USAF, aber nicht verwendet. Inoffizielle Bezeichnung für zwölf F-5A, die von der US Air Force (Skoshi-Tiger) probeweise in Vietnam eingesetzt wurden und mit einer Luftbetankungssonde ausgerüstet waren. Sie wurden später an Südvietnam abgegeben.
F-5D
Reservierte Bezeichnung für F-5B der USAF. Nicht verwendet.
CF-5D
Von Canadair (Werksbezeichnung CL-226) für die kanadischen Luftstreitkräfte gebaute F-5B. Manchmal auch als CF-5B bezeichnet. Mit kanadischem Orenda-Triebwerk mit 150 kp mehr Schub, starre Luftbetankungssonde rechts.

## Produktion
Abnahme der F-5A/B und RF-5A durch die USAF
Bei der Produktion für das Military Assistance Program (MAP) handelt es sich um Flugzeuge, die empfangsberechtigten Ländern kostenlos zur Verfügung gestellt wurden. Military Assistance, Service Funded (MASF) Flugzeuge wurden von der Air Force finanziert und fast ausschließlich an die am Vietnam-Krieg beteiligten Länder, vor allem an Südvietnam, geliefert. Bei der übrigen Produktion handelt es sich um Foreign Military Sales (FMS).
| Version           | 1964 | 1965 | 1966 | 1967 | 1968 | 1969 | 1970 | 1971 | 1972 | 1973 | 1974 | 1975 | 1976 | SUMME |
| ----------------- | ---- | ---- | ---- | ---- | ---- | ---- | ---- | ---- | ---- | ---- | ---- | ---- | ---- | ----- |
| F-5A MAP          | 34   | 122  | 113  | 90   | 61   | 12   | 1    | 25   | 2    |      |      |      |      | 460   |
| F-5A MASF         |      |      |      | 33   | 8    |      | 5    | 4    | 5    |      |      |      |      | 55    |
| F-5A Iran         |      |      |      |      |      | 24   | 14   |      |      |      |      |      |      | 38    |
| F-5A Libya        |      |      |      |      | 8    |      | 2    | 4    |      |      |      |      |      | 14    |
| F-5A Morocco      |      |      | 2    | 1    |      |      | 9    |      |      |      |      |      |      | 12    |
| F-5A Norway       |      |      | 1    |      | 12   |      | 10   |      |      |      |      |      |      | 23    |
| F-5A Taiwan       |      |      |      |      |      |      | 19   |      |      |      |      |      |      | 19    |
| F-5B MAP          | 12   | 16   | 14   | 12   | 9    | 7    | 1    | 1    | 8    | 8    |      |      |      | 88    |
| F-5B MASF         |      |      |      | 2    | 2    |      |      |      |      | 2    | 5    |      |      | 11    |
| F-5B Iran         |      |      |      |      | 2    | 3    |      | 5    |      |      |      |      |      | 10    |
| F-5B Jordan       |      |      |      |      |      |      |      |      |      |      | 2    |      |      | 2     |
| F-5B Korea MAP    |      |      |      |      |      |      |      |      |      |      |      |      | 3    | 3     |
| F-5B Korea FMS    |      |      |      |      |      |      |      |      |      |      |      | 2    | 11   | 13    |
| F-5B Libya        |      |      |      |      | 2    |      | 1    |      |      |      |      |      |      | 3     |
| F-5B Malaysia     |      |      |      |      |      |      |      |      |      |      | 1    | 1    |      | 2     |
| F-5B Morocco      |      |      |      |      |      |      |      | 1    |      |      |      |      |      | 1     |
| F-5B Norway       |      |      | 1    | 1    | 4    |      | 2    |      |      |      |      |      |      | 8     |
| F-5B Saudi-Arabia |      |      |      |      |      |      |      |      | 14   | 6    |      |      |      | 20    |
| F-5B Taiwan       |      |      |      |      |      |      |      |      |      |      | 4    | 8    |      | 12    |
| RF-5A MAP         |      |      |      |      | 13   | 6    | 30   |      | 8    |      |      |      |      | 57    |
| RF-5A MASF        |      |      |      |      |      |      | 4    | 6    | 3    |      |      |      |      | 13    |
| RF-5A Libya       |      |      |      |      |      |      |      | 1    |      |      |      |      |      | 1     |
| RF-5A Morocco     |      |      |      |      |      |      | 1    |      |      |      |      |      |      | 1     |
| RF-5A Norway      |      |      |      |      |      | 16   |      |      |      |      |      |      |      | 16    |
| SUMME             | 46   | 138  | 131  | 139  | 121  | 68   | 99   | 47   | 40   | 16   | 12   | 11   | 14   | 882   |

## Weiterentwicklungen

### F-5E Tiger II

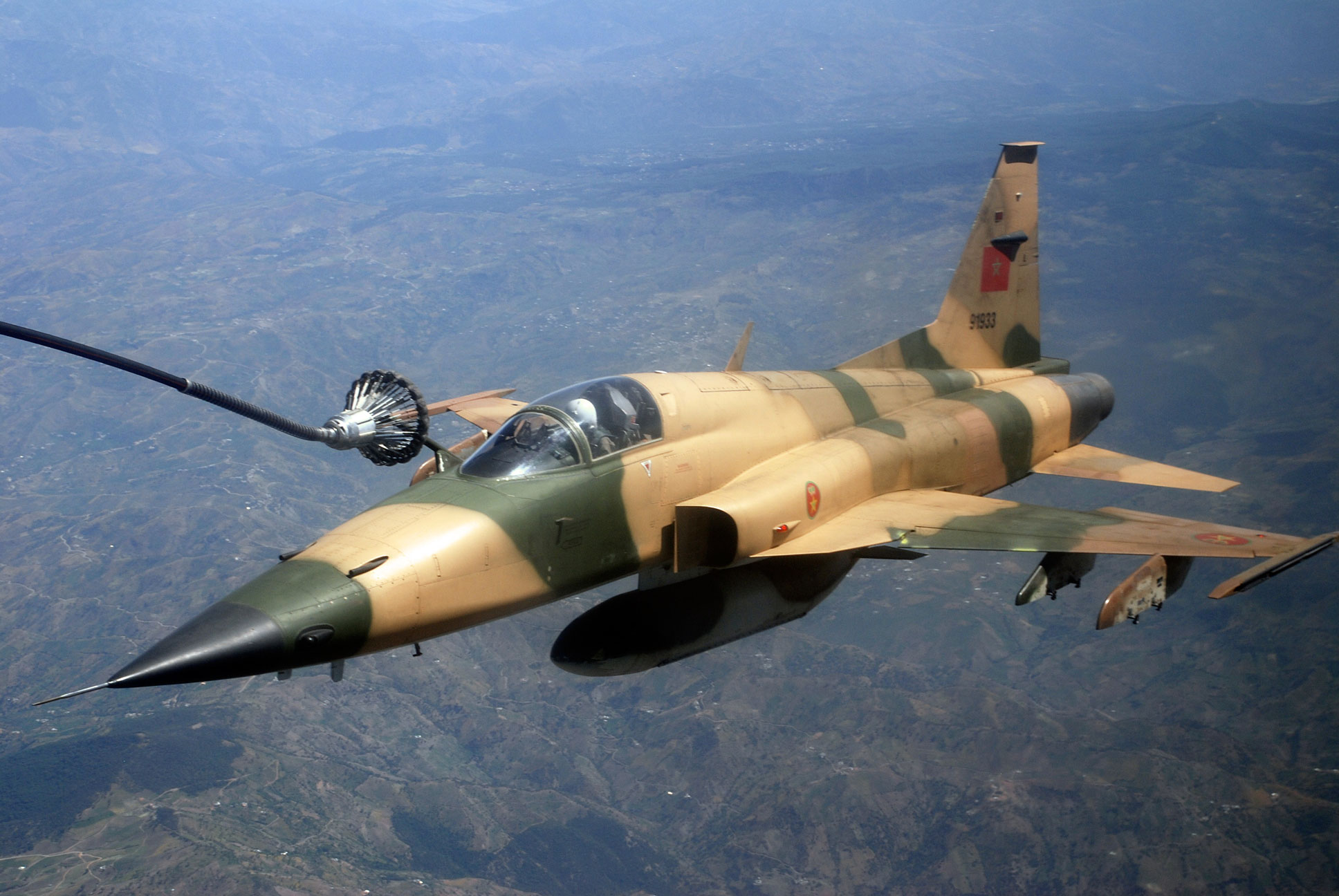
Marokkanische F-5E bei der Luftbetankung

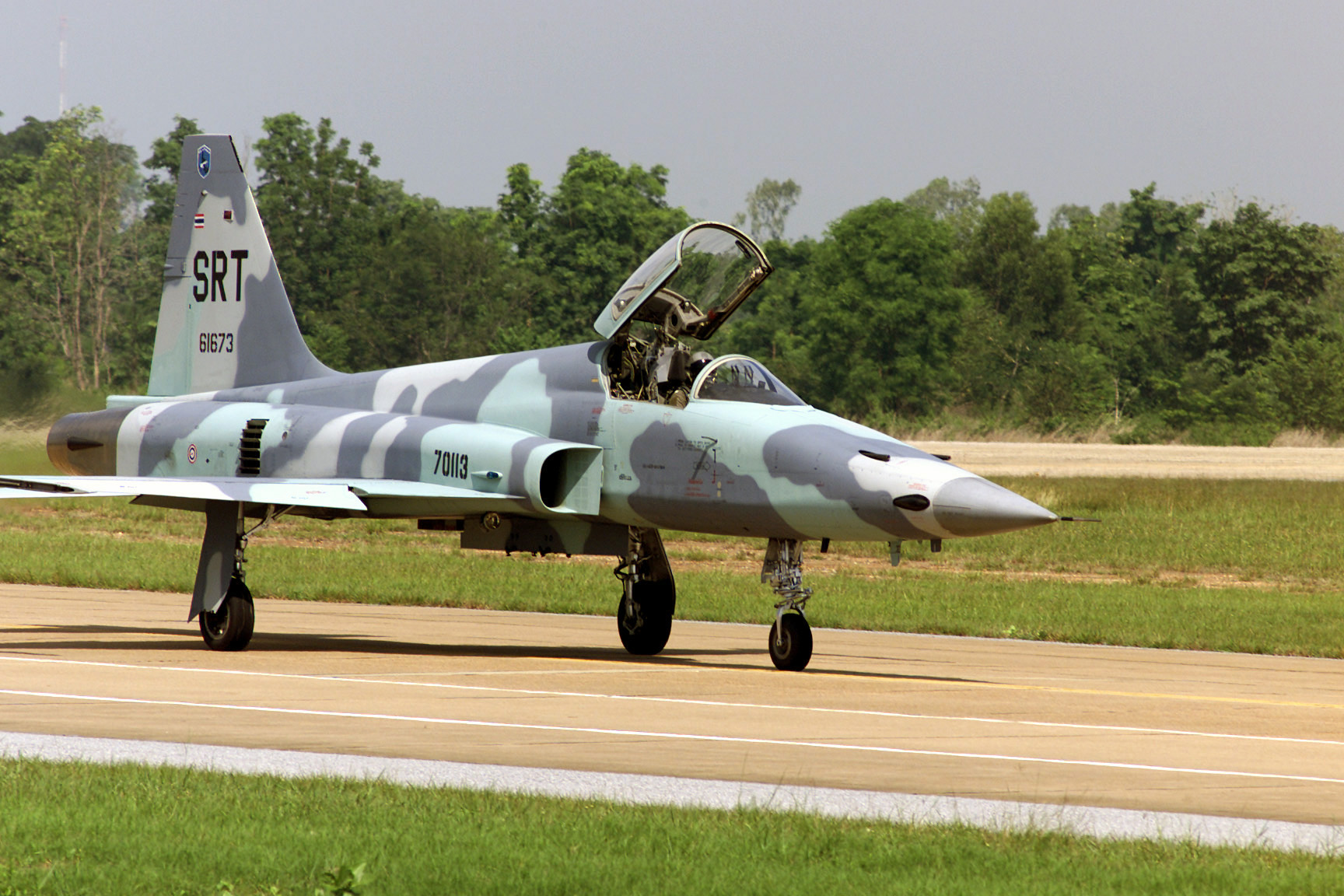
Northrop F-5E Tiger II der Royal Thai Air Force

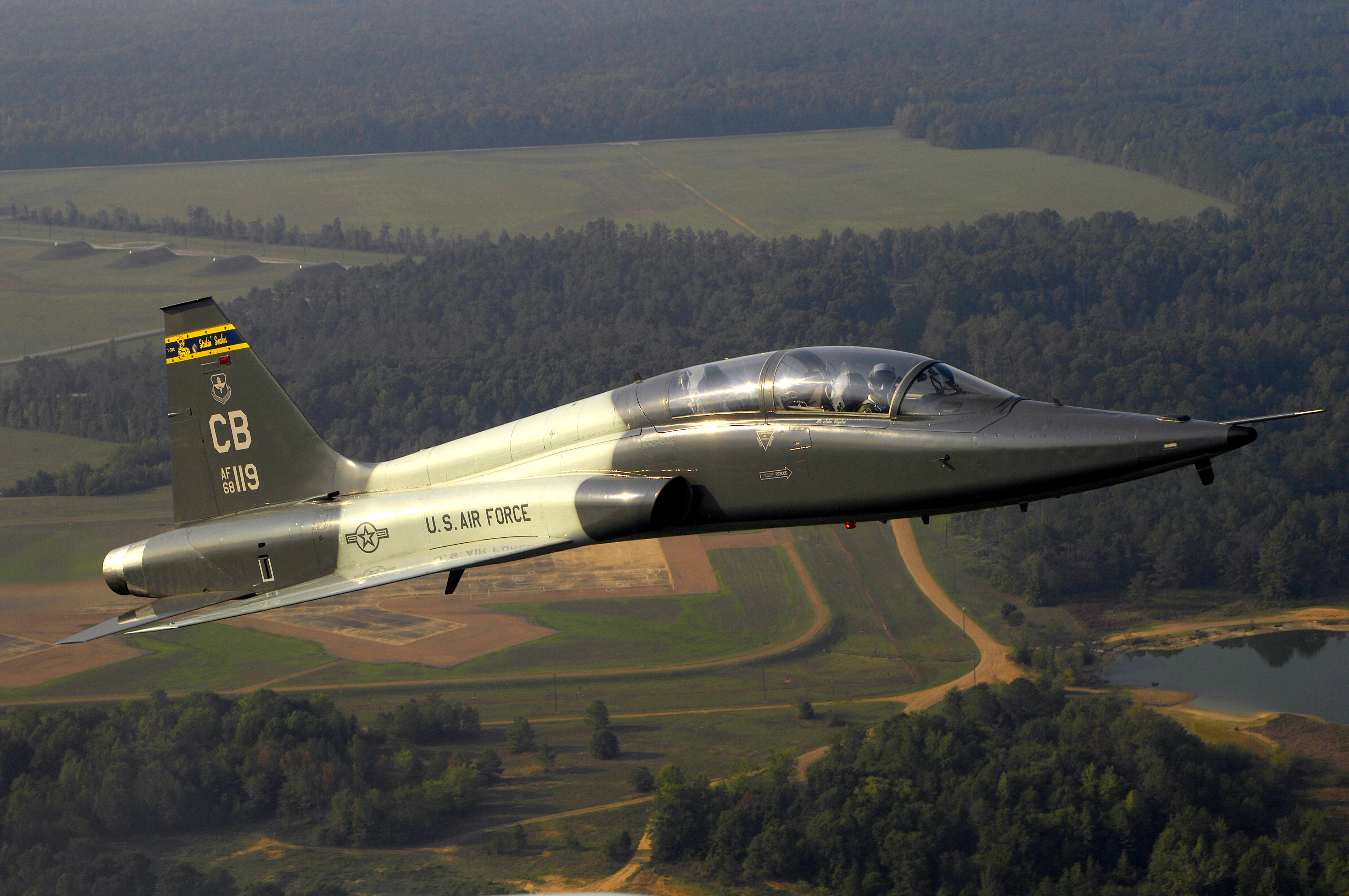
T-38 der US Air Force

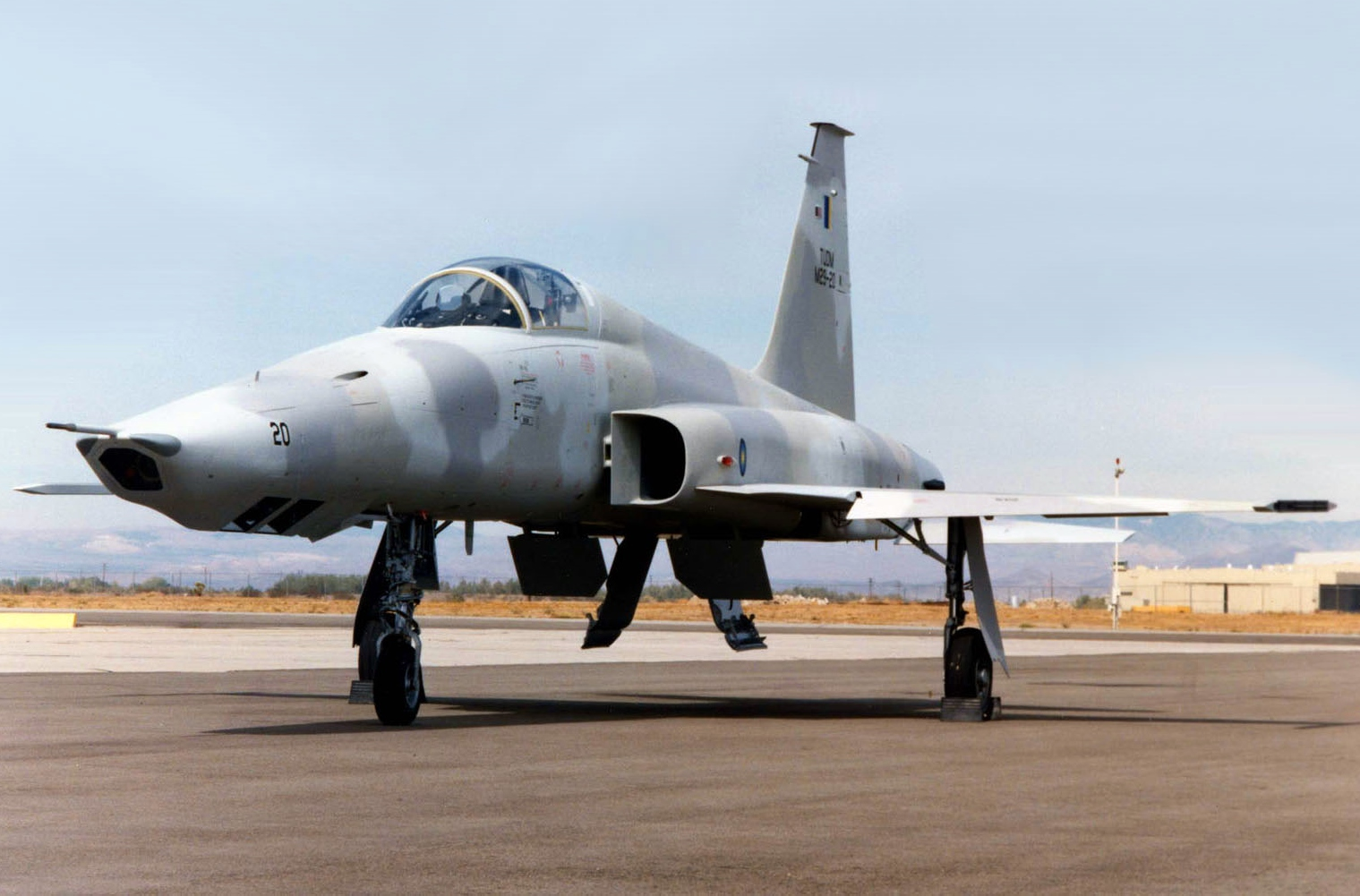
Malaysische RF-5E

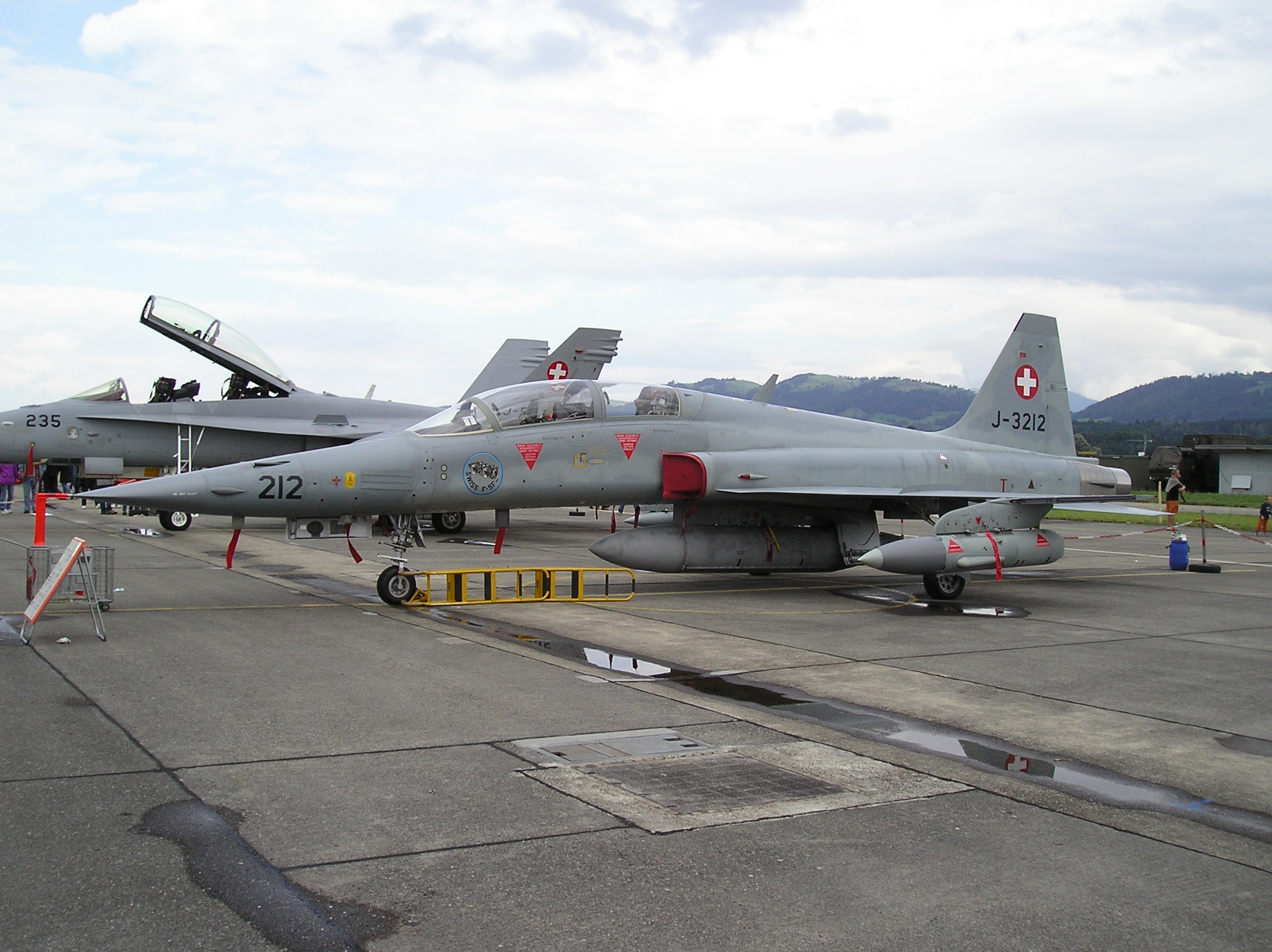
F-5F der Schweizer Luftwaffe mit Ericsson-Vista-5-Radarstörsender

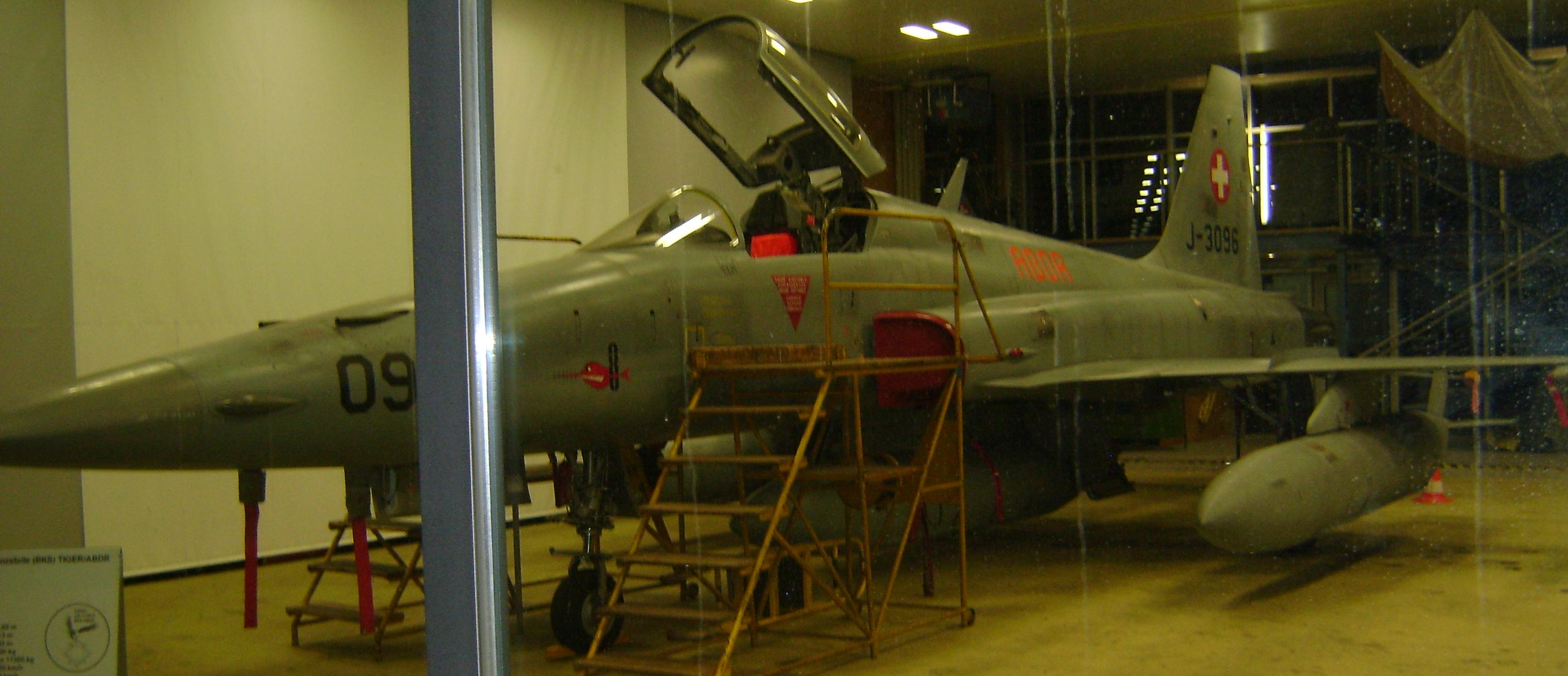
F-5E/F: F-5E mit F-5F-Tragflächen

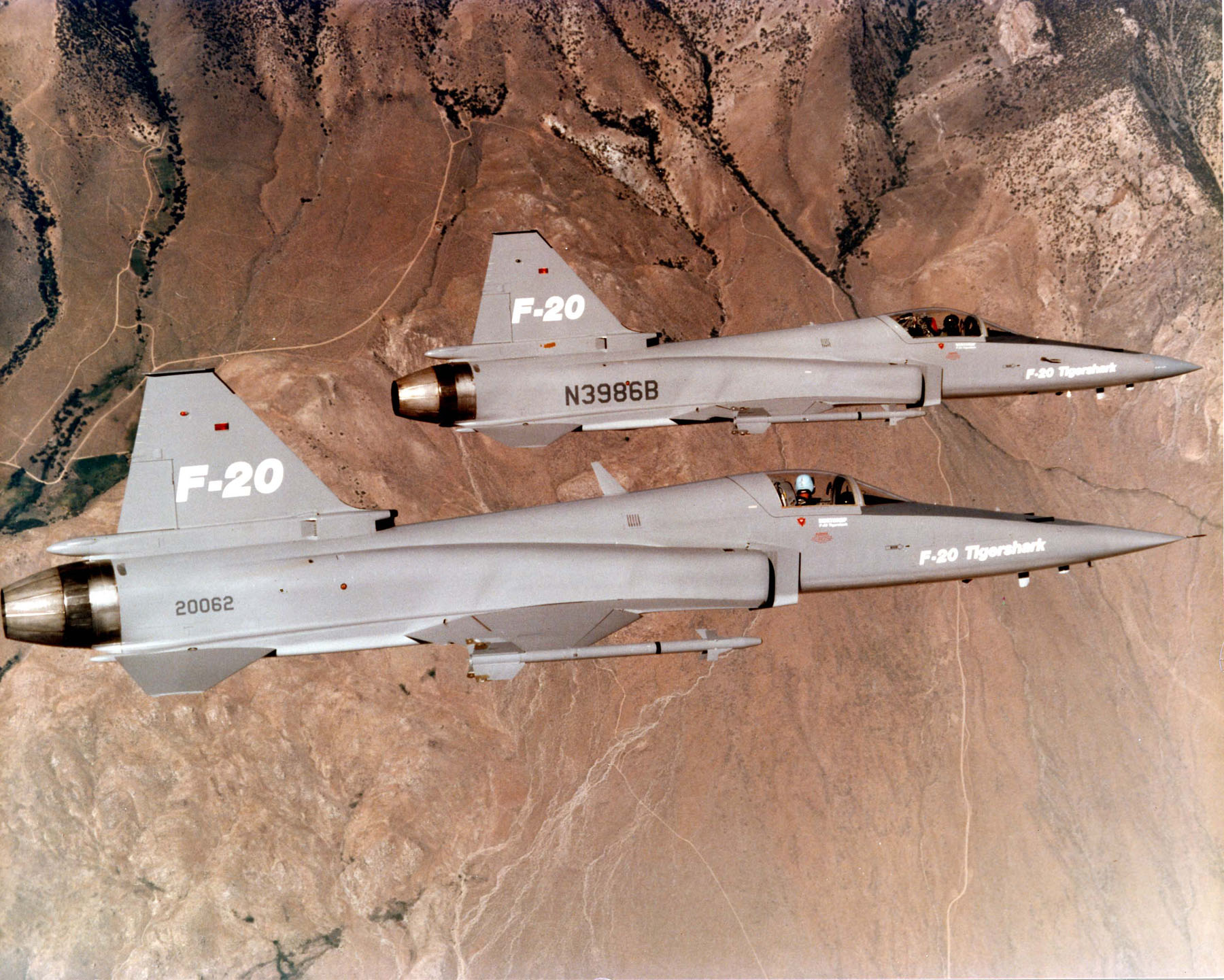
F-20 Tigershark

Mit größeren Tanks und neuen Triebwerken wurde die F-5 unter dem neuen Namen F-5E Tiger II zum Ersatz aller vorhergehenden Modelle. Auf Basis dieses Entwurfs wurden viele Varianten entwickelt, darunter auch das zweisitzige Schulflugzeug F-5F und Aufklärungs-Versionen. Obwohl ihr in ihrem Herkunftsland der Erfolg versagt war (die USAF setzte nur 112 F-5E und F vor allem zur Luftkampf- sowie Taktikschulung und Tarnschemataerprobung ein, die US Navy einige wenige im Top-Gun-Programm), wurde die F-5E in viele Länder (zum Beispiel Äthiopien, Brasilien, Chile, Griechenland, Indonesien, Iran, Jemen, Jordanien, Kanada, Marokko, Norwegen, Philippinen, Saudi-Arabien, Südkorea, Schweiz, Taiwan, Thailand, Tunesien, Türkei) verkauft und so zum Hauptstandbein vieler Luftstreitkräfte. Sie ist in einigen Ländern immer noch im Einsatz.
Unter anderem besitzt die Schweiz 53 F-5E/F (Stand Ende 2018). Mit der Armeebotschaft 2018 beantragte der Bundesrat am 14. Februar 2018 die Außerdienststellung von nicht mehr benötigten Waffensystemen oder Teilen davon. Dazu gehören 27 der zu diesem Zeitpunkt noch vorhandenen 53 F-5-Tiger Kampfflugzeuge. Sie sollen verkauft werden. Die verbleibenden 26 Flugzeuge sollen zur Entlastung der F/A-18 Hornet von Nebenaufgaben weiterhin eingesetzt werden, insbesondere für die Zieldarstellung im Training, für die Überwachung der Radioaktivität oder für die Kunstflugstaffel Patrouille Suisse. Die Flotte soll bis Ende 2025 betrieben werden. Ab dem Jahr 2004 wurden zwölf der schweizerischen F-5E an Österreich vermietet, wo sie als Übergangslösung bis zur Indienststellung der Eurofighter Typhoon (als Draken-Nachfolger) die Luftraumüberwachung übernahmen. Die Schweizer Luftwaffe hat der US Navy 44 F-5E verkauft.
Die F-5 wurde später von der US Navy als Trainingsflugzeug für den Kampf gegen Opposing Forces verwendet (Top Gun), da ihre Leistungsdaten mit denen der sowjetischen MiG-21 Fishbed vergleichbar waren. Da eine Flugstunde dieser Jets sehr günstig ist, sind sie bis heute im Einsatz. Diese Maschinen werden von speziell in sowjetischer Kampfdoktrin ausgebildeten Piloten geflogen und spielen in simulierten Kämpfen die „bösen Jungs“. In dieser Rolle kam die F-5 Tiger auch zu Kino-Ehren: Im Film Top Gun simulieren die Jets in den Luftkampf-Szenen die fiktive sowjetische MiG-28. Des Weiteren setzt die US Air Force die Variante T-38 Talon zur Pilotenausbildung ein. Auf diesem Typ sammeln praktisch alle US-amerikanischen (und auch deutschen) Jetpiloten ihre ersten Überschallflug-Erfahrungen. Bis zur Außerdienststellung der Lockheed SR-71 Blackbird waren die T-38 bei deren Piloten zu Trainingsflügen bei ähnlichen Flugeigenschaften ebenfalls geschätzt.
Der Entwurf der F-5 diente als Basis für weitere, teilweise sehr erfolgreiche Flugzeugtypen. Die F/A-18 Hornet entstand aus dem Prototyp YF-17 Cobra, der in Teilen auf der F-5 Tiger II basierte. Kommerziell nicht erfolgreich war die Weiterentwicklung zur einstrahligen F-20 Tigershark, von der nur drei Exemplare gebaut wurden.
Unter dem Namen „Saeqeh“ produziert die Islamische Republik Iran eine eigene Version der F-5, die äußerlich besonders durch das Doppelleitwerk auffällt. Vermutlich erhielt die IRIAF (Luftwaffe des Iran) 24 Flugzeuge dieses Typs.
Unterschiede zur F-5A:
- automatisches Flügelklappensystem
- Hiking-Bugfahrwerk
- neue LERX-Form
- neue Form der UHF-Antennenverkleidung auf dem Seitenleitwerk
- abgeflachtes Radom für bessere Sicht nach vorn unten
- Radarwarnanlage (zwei am Heck, zwei am Bug und eine Blattantenne unter dem Bug)
- Täuschkörperwerfer mit Radar- und IR-Täuschkörpern
- keine Flügelendtanks mehr, dafür Startschienen für AIM-9 Sidewinder (oder Aufzeichnungs-Pod)
- neues Radar und neue Triebwerke J85-21

### RF-5E Tigereye
Baugleich mit der F-5E, jedoch nur eine 20-mm-Kanone und kein Radar, dafür mehrere Kameras im Bug, voll kampftauglich.

### F-5F
Baugleich mit der F-5E, jedoch zweisitzig, nur eine Bordkanone, Heckcockpit (Fluglehrer). Ist nicht mit allen Instrumenten ausgerüstet (z. B. kein optisches Visiergerät), sondern nur mit den wichtigsten, dafür mit dem Schleudersitzwählschalter (Dual control, Einzelauslösung usw.). Das Frontcockpit entspricht genau dem der F-5E. Im Bug ist anstelle der Sauerstoffflasche für gasförmigen Sauerstoff (gaseous oxygen (GOX)) in der F-5F ein Tank für flüssigen Sauerstoff (liquid oxygen (LOX)) montiert. Der Rumpf ist 1,08 m länger als bei der F-5E. Die F-5F besitzt auf jeder Tragfläche einen Grenzschichtzaun. Neben der Pilotenschulung werden die F-5F auch als Störflugzeuge verwendet. In diesem Fall ist auf dem hinteren Sitz ein Bordoperator, der die Störpods (z. B. Vista5) bedient. Die Pods werden an den inneren Flügelpylonen angebracht. Neben diesen Aufgaben kann die F-5F natürlich auch mit nur einem Piloten effektiv für die Luftverteidigung eingesetzt werden.

### F-5T Tigris
Die von der 211. Staffel der Royal Thai Air Force geflogenen F-5E wurden zwischen 1999 und 2004 von IAI modernisiert. Die Maschinen können nun auch die Lenkwaffe Python mitführen.

### F-5E/F
Auf dem Flugplatz Meiringen in der Schweiz befindet sich eine F-5E/F – diese Maschine ist eine herkömmliche F-5E mit den Tragflächen einer F-5F (Grenzschichtzaun). Es blieb jedoch bei diesem einen Exemplar, das nun Teil des Battle-Damage-Repair-Programmes ist. Diese Schulungshalle ist zugleich auch ein kleines Museum des Flugplatzes.

### F-20 Tigershark/F-5G
Die F-5G (später als F-20 bezeichnet) ist eine radikale Überarbeitung der F-5E. Mit neuer Avionik, neuem Radar, neuer Cockpitausrüstung, einer Gatlingkanone anstelle der zwei Revolverkanonen (in der Endausführung, der Prototyp hatte die gleichen Kanonen wie die F-5E), neuen Lufteinläufen, einem neuen Seitenleitwerk mit Kühllufteinlauf und aerodynamisch verbessertem Bremsschirmbehälter. Der gesamte Hinterrumpf wurde neu konstruiert. Die F-20 verfügt nicht mehr über zwei Triebwerke, sondern über ein einziges leistungsstärkeres Triebwerk vom Typ General Electric F404GE-400, das auch in der F/A-18 eingesetzt wird. Northrop baute drei Prototypen der F-20, ein vierter wurde nicht vollendet und es kam nicht zur Serienproduktion, da sich die US-Streitkräfte für die General Dynamics F-16 entschieden hatten.

### X-29

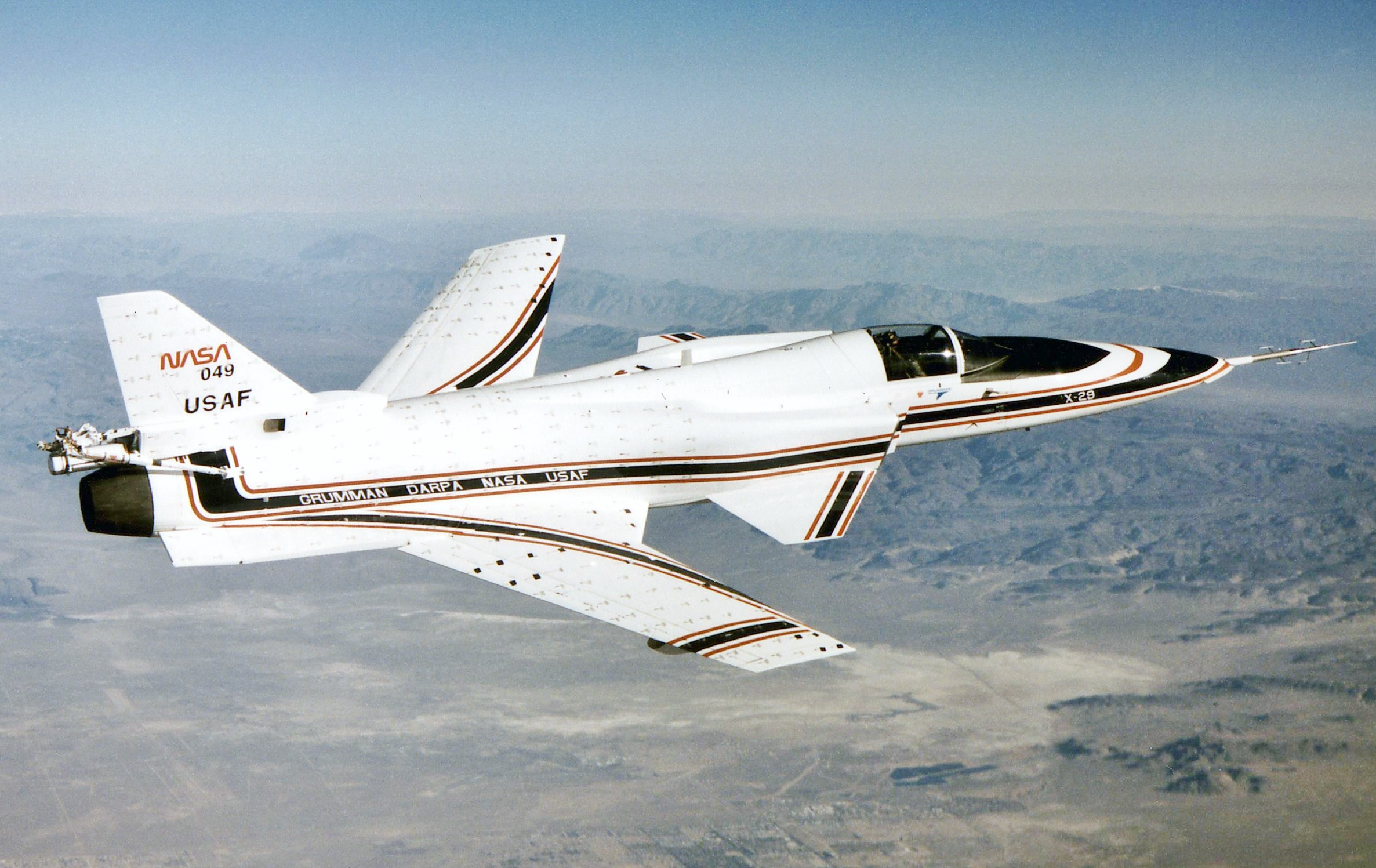
X-29 der NASA

Die X-29 wurde von der NASA für die Erprobung eines vorwärts gepfeilten Tragflügels eingesetzt. Beim Bau der zwei Maschinen wurden von Grumman so weit wie möglich auf Baugruppen vorhandener Muster zurückgegriffen, um die Kosten niedrig zu halten. So übernahm man von der F-5 (auf dem F-20-Entwicklungsstand) den Rumpfbug und das Bugfahrwerk. Das Hauptfahrwerk stammte im Wesentlichen von der F-16 und die Triebwerksanlage wurde von der F-18 übernommen.

### Shaped Sonic Boom Demonstration

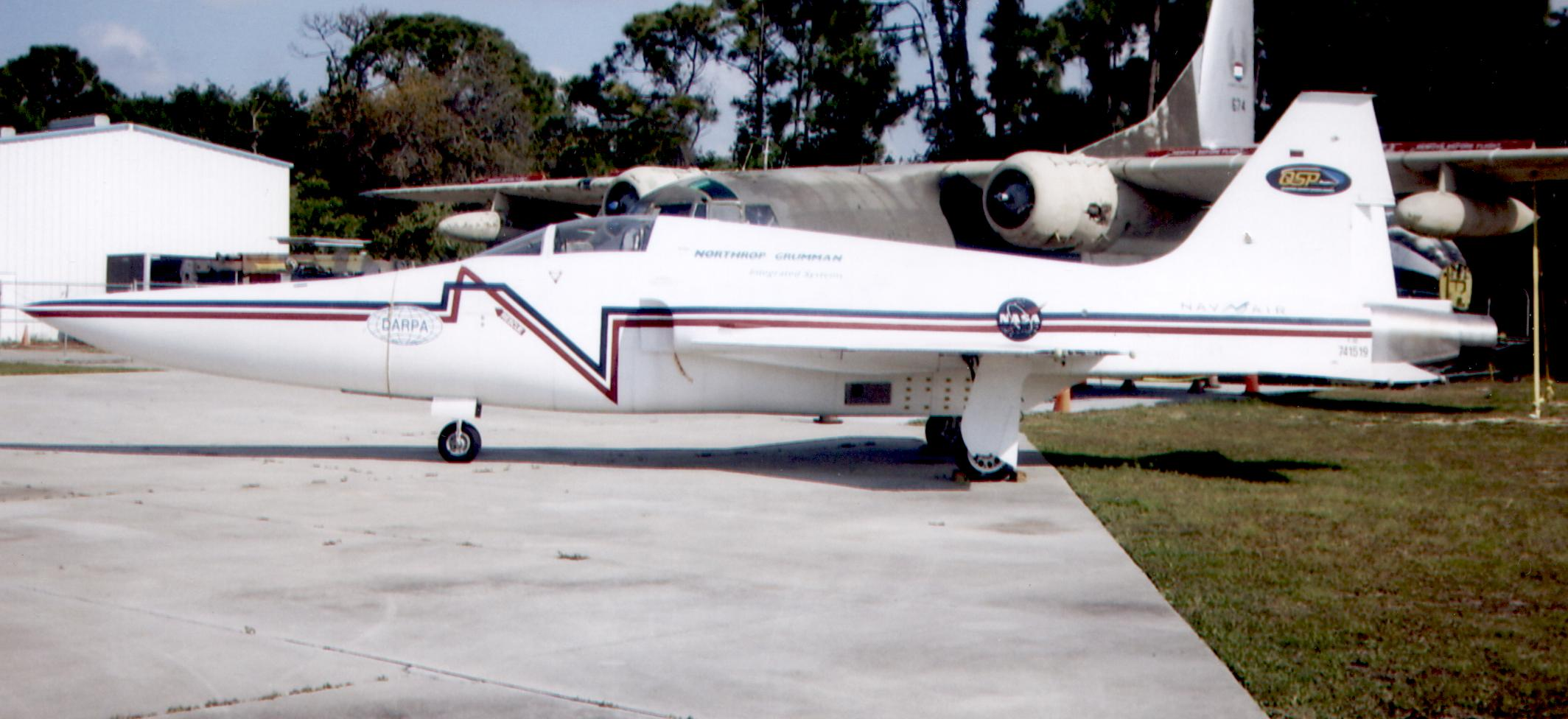
F-5E Shaped Sonic Boom Demonstrator

Die „Shaped Sonic Boom Demonstration“ ist eine modifizierte F-5E mit der eine Formgebung zur Verminderung des Überschallknalls experimentiert wurde.

## Einsatz
Angeblich soll eine iranische F-5 im Jahr 1983 eine irakische MiG-25 abgeschossen haben.

## Produktion
Abnahme der F-5E/F und RF-5E durch die USAF
Bei der Produktion für das Military Assistance Program (MAP) handelt es sich um Flugzeuge, die empfangsberechtigten Ländern kostenlos zur Verfügung gestellt wurden. Military Assistance, Service Funded (MASF) Flugzeuge wurden von der Air Force finanziert und fast ausschließlich an die am Vietnam-Krieg beteiligten Länder, vor allem an Südvietnam, geliefert. Bei der übrigen Produktion handelt es sich um Foreign Military Sales (FMS).
| Version           | 1972 | 1973 | 1974 | 1975 | 1976 | 1977 | 1978 | 1979 | 1980 | 1981 | 1982 | 1983 | 1984 | 1985 | 1986 | SUMME |
| ----------------- | ---- | ---- | ---- | ---- | ---- | ---- | ---- | ---- | ---- | ---- | ---- | ---- | ---- | ---- | ---- | ----- |
| F-5E USAF         | 4    | 1    |      | 11   | 58   |      |      |      |      |      |      |      |      |      |      | 74    |
| F-5E MASF         |      | 27   | 49   |      |      |      |      |      |      |      |      |      |      |      |      | 76    |
| F-5E FMS          |      |      |      |      |      |      |      |      | 47   | 44   | 12   | 4    | 10   | 14   | 6    | 137   |
| F-5E US Navy      |      |      |      |      | 5    |      |      |      |      |      |      |      |      |      |      | 5     |
| F-5E Chile        |      |      |      |      | 15   |      |      |      |      |      |      |      |      |      |      | 15    |
| F-5E Ethiopia     |      |      |      |      | 2    | 14   |      |      |      |      |      |      |      |      |      | 16    |
| F-5E Iran         |      | 5    | 53   | 83   |      |      |      |      |      |      |      |      |      |      |      | 141   |
| F-5E Jordan MAP   |      |      |      | 22   | 10   | 9    | 5    | 9    |      |      |      |      |      |      |      | 55    |
| F-5E Kenya        |      |      |      |      |      |      | 10   |      |      |      |      |      |      |      |      | 10    |
| F-5E Korea MAP    |      |      | 21   | 24   | 30   |      |      |      |      |      |      |      |      |      |      | 75    |
| F-5E Korea FMS    |      |      |      |      |      | 27   | 27   |      |      |      |      |      |      |      |      | 54    |
| F-5E Malaysia     |      |      |      | 14   |      |      |      |      |      |      |      |      |      |      |      | 14    |
| F-5E Saudi-Arabia |      | 11   | 19   |      | 11   | 29   |      |      |      |      |      |      |      |      |      | 70    |
| F-5E Singapore    |      |      |      |      |      |      | 1    | 17   |      |      |      |      |      |      |      | 18    |
| F-5E Switzerland  |      |      |      |      |      |      | 52   | 15   |      |      |      |      |      |      |      | 67    |
| F-5E Thailand     |      |      |      |      |      |      | 13   | 4    |      |      |      |      |      |      |      | 17    |
| F-5F FMS          |      |      |      |      |      |      |      |      | 17   | 17   | 2    | 6    | 6    | 4    | 2    | 54    |
| F-5F US Navy      |      |      |      |      |      | 3    |      |      |      |      |      |      |      |      |      | 3     |
| F-5F Chile        |      |      |      |      | 3    |      |      |      |      |      |      |      |      |      |      | 3     |
| F-5F Iran         |      |      |      |      | 22   | 6    |      |      |      |      |      |      |      |      |      | 28    |
| F-5F Jordan MAP   |      |      |      |      |      | 2    | 2    | 2    |      |      |      |      |      |      |      | 6     |
| F-5F Kenya        |      |      |      |      |      | 1    |      |      |      |      |      |      |      |      |      | 1     |
| F-5F Korea        |      |      |      |      |      | 6    |      | 12   |      |      |      |      |      |      |      | 18    |
| F-5F Saudi-Arabia |      |      |      |      |      | 20   | 4    |      |      |      |      |      |      |      |      | 24    |
| F-5F Singapore    |      |      |      |      |      |      | 3    |      |      |      |      |      |      |      |      | 3     |
| F-5F Switzerland  |      |      |      |      |      |      | 6    |      |      |      |      |      |      |      |      | 6     |
| F-5F Thailand     |      |      |      |      |      |      | 3    |      |      |      |      |      |      |      |      | 3     |
| RF-5E Malaysia    |      |      |      |      |      |      |      |      |      |      |      |      |      |      | 2    | 2     |
| SUMME             | 4    | 44   | 142  | 154  | 156  | 117  | 126  | 59   | 64   | 61   | 14   | 10   | 16   | 18   | 10   | 995   |

## Nachbauten des Iran

### Azarakhsh
Im September 1997 verkündete der Iran die Eigenproduktion eines neuen Kampfflugzeugs mit dem Namen Azarakhsh. Dieser Typ ähnelt der US-amerikanischen Northrop F-5, die seit den 1960er-Jahren an die Luftstreitkräfte des Iran geliefert wurde. Die Azarakhsh weist eine Reihe veränderter Konstruktionsmerkmale auf, unter anderem die Form der Lufteinlässe unterhalb der Tragflächen und des Aufbaus hinter dem Cockpit. Es wird angenommen, dass sie mit dem modernen russischen Radar Phazotron N019 Topaz (N-019ME) ausgerüstet ist. Im Jahr 2001 besaß der Iran sechs Flugzeuge dieses Typs.

### Saeqeh

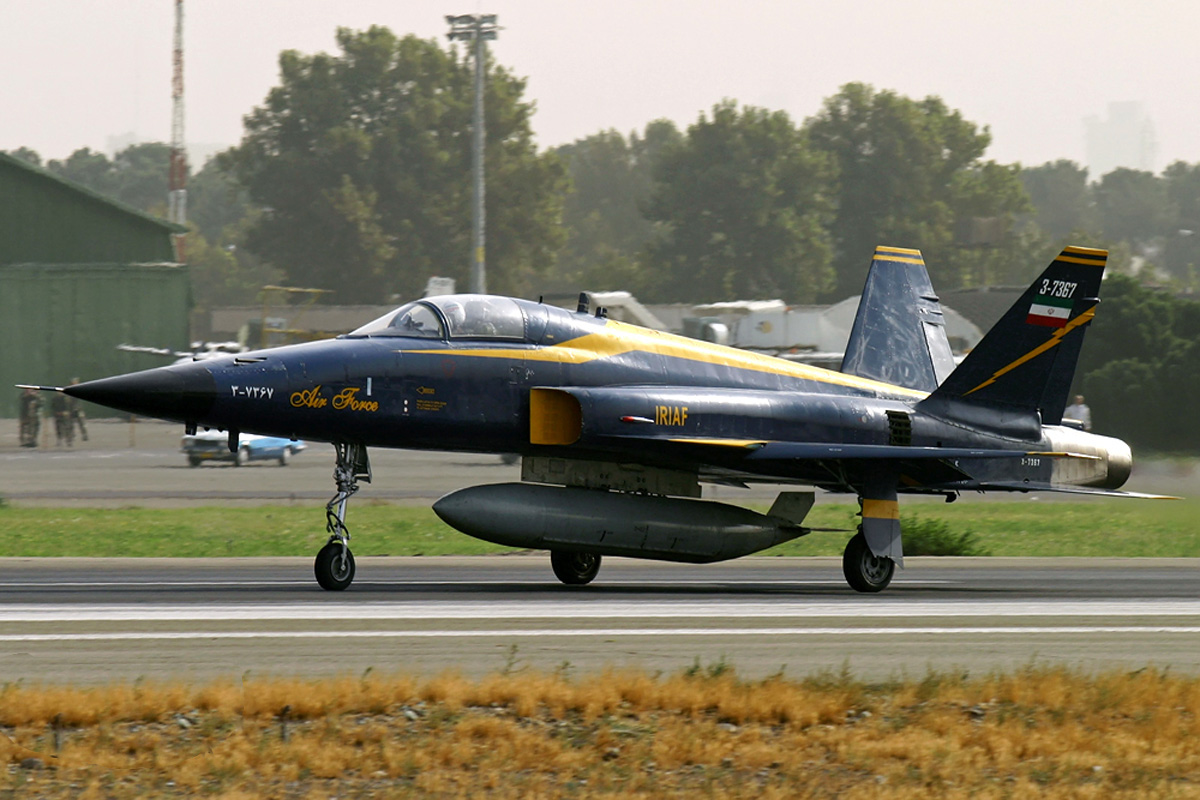
Iranische Saeqeh

Das iranische Kampfflugzeug Saeqeh (deutsch: „Donnerschlag“) ähnelt der Northrop F-5 Tiger, hat allerdings ein doppeltes Seitenleitwerk, das dem der US-amerikanischen F-18 Hornet nachempfunden ist. Bereits 1998 wurde die Entwicklung offiziell bekanntgegeben; 2001 fanden die ersten Testflüge statt. Am 6. September 2006 zeigte das iranische Staatsfernsehen IRIB erstmals ein Video des Kampfflugzeugs.

### Kowsar
Im Jahr 2018 sollte die Serienproduktion eines Flugzeugs aufgenommen werden, das äußerlich wieder der F-5 entsprach. Es soll ein modernes Radarsystem und moderne Avionik verbaut sein.

## Technische Daten

Dreiseitenriss

| Kenngröße                | Daten der F-5E Tiger II                                          |
| ------------------------ | ---------------------------------------------------------------- |
| Typ                      | Leichtes taktisches Jagdflugzeug                                 |
| Besatzung                | 1                                                                |
| Länge                    | 14,45 m                                                          |
| Spannweite               | 8,13 m                                                           |
| Höhe                     | 4,08 m                                                           |
| Flügelfläche             | 17,28 m²                                                         |
| Flügelstreckung          | 3,8                                                              |
| Leermasse                | 4.349 kg                                                         |
| max. Startmasse          | 11.187 kg                                                        |
| max. Treibstoffkapazität | 2563 l (intern)                                                  |
| Höchstgeschwindigkeit    | Mach 1,64 bzw. 1743 km/h (auf optimaler Höhe)                    |
| Steigrate                | 10.455 m/min                                                     |
| Dienstgipfelhöhe         | 15.790 m                                                         |
| Einsatzradius            | bis zu 1405 km                                                   |
| Reichweite               | 3720 km (mit externen Zusatztanks)                               |
| Triebwerke               | zwei Strahltriebwerke General Electric J85 GE-21B                |
| Schubkraft               | - mit Nachbrenner: 2 × 22,24 kN - ohne Nachbrenner: 2 × 15,50 kN |
| max. Waffenlast          | ca. 3200 kg                                                      |

## Bewaffnung
Festinstallierte Bordkanonen

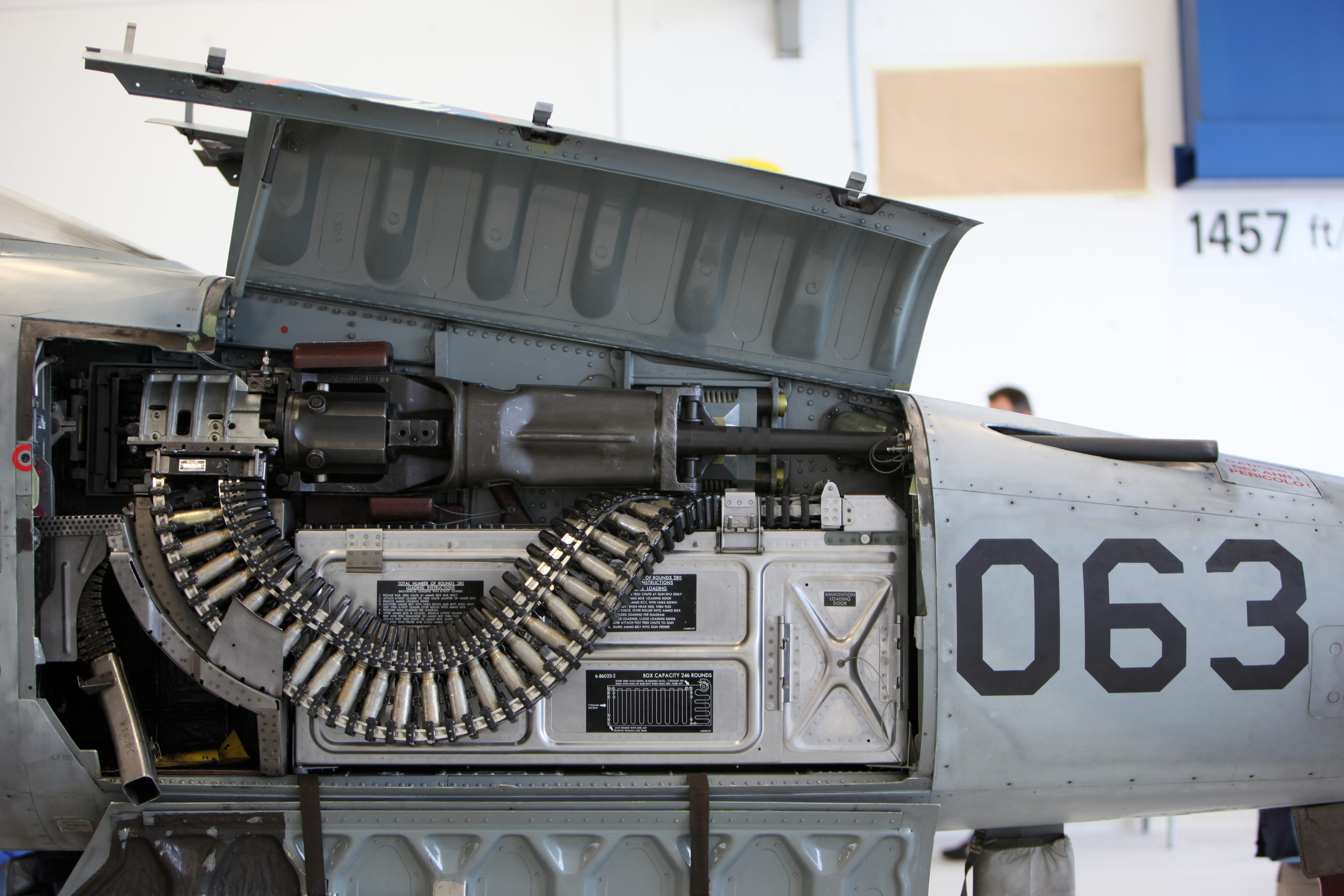
Steuerbordkanone mit Munitionsgurt und Gurtkasten

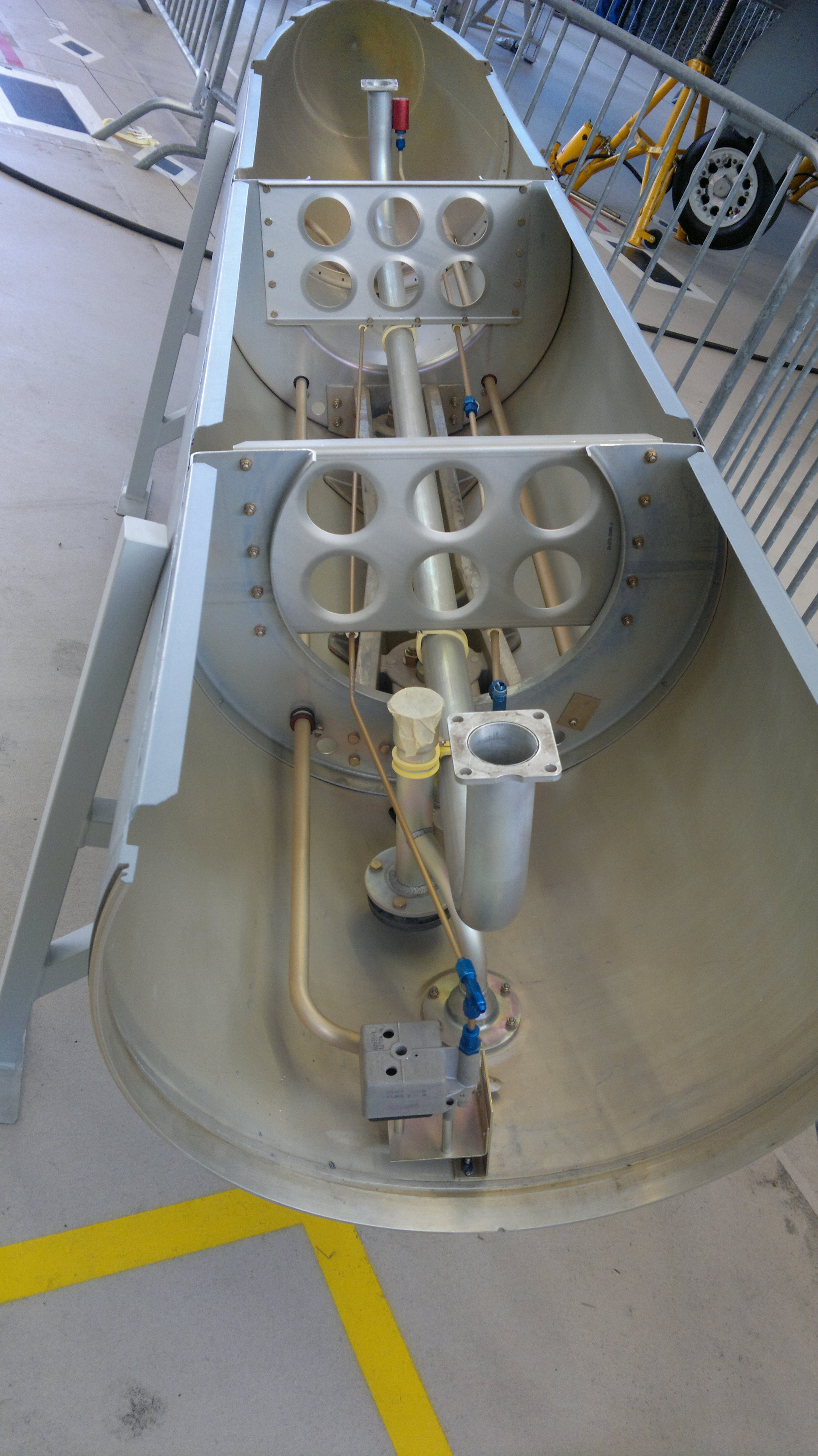
Innenansicht eines F-5-Zusatztanks

- 2 × 20-mm-Maschinenkanonen Pontiac (Colt-Browning) M39A2 mit je 280 Schuss Munition

Kampfmittel für maximal 3.175 kg an fünf Außenlaststationen und zwei Flügelspitzen-Startschienen
Luft-Luft-Lenkflugkörper
- 2-4 × LAU-100-Startschienen für je 1 × Ford/Raytheon AIM-9B/J/P-5/L „Sidewinder“ – infrarotgesteuerter Kurzstrecken-Luft-Luft-Lenkflugkörper
- 4 × Startschienen für je 1 × Raytheon AIM-120 AMRAAM – radargesteuerter Mittelstrecken-Luft-Luft-Lenkflugkörper (nur F-5S)
- 4 × Startschienen für je 1 × Hughes AIM-7D „Sparrow“ – halbaktiver radargesteuerter Mittelstrecken-Luft-Luft-Lenkflugkörper (nur F-20)
- 4 × Startschienen für je 1 × Rafael Python-4 – infrarotgesteuerter Kurzstrecken-Luft-Luft-Lenkflugkörper (chilenische F-5E/F Tiger II, brasilianische F-5EM)
- 4 × Startschienen für je 1 × Rafael Derby – radargesteuerter Kurzstrecken-Luft-Luft-Lenkflugkörper (nur brasilianische F-5EM)

Luft-Boden-Lenkflugkörper
- 4 × LAU-117A-Startschienenträger für je 1 × Raytheon AGM-65A/B „Maverick“ – infrarot- oder fernsehbildgelenkt
- 4 × Martin Marietta AGM-12B „Bullpup“ – funkferngelenkt

Ungelenkte Luft-Boden-Raketen
- 2 × Raketen-Rohrstartbehälter LAU-10B/A für je 4 × ungelenkte Zuni-Luft-Boden-Raketen; Kaliber 127 mm / 5 inch
- 2 × Raketen-Rohrstartbehälter LAU-37/A für je 7 × ungelenkte Zuni-Luft-Boden-Raketen; Kaliber 127 mm / 5 Inch
- 4 × Raketen-Rohrstartbehälter LAU-3/A für je 19 × ungelenkte Hydra-Luft-Boden-Raketen; Kaliber 70 mm / 2,75 Inch
- 4 × Raketen-Rohrstartbehälter LAU-68/A für je 19 × ungelenkte Hydra-Luft-Boden-Raketen; Kaliber 70 mm / 2,75 Inch
- 4 × Raketen-Rohrstartbehälter LAU-69/A für je 19 × ungelenkte Hydra-Luft-Boden-Raketen; Kaliber 70 mm / 2,75 Inch
- 4 × Raketenwerfer Matra F4 für je 18 × ungelenkte SNEB-Luft-Boden-Raketen; Kaliber 68 mm
- 4 × Raketenwerfer TBA 100-4 (F3) für je 4 × ungelenkte SNEB-Luft-Boden-Raketen; Kaliber 100 mm

Gelenkte Bomben
- 2 × GBU-10 „Paveway I“ (lasergelenkte Gleitbombe 907 kg / 2000 lb)
- 4 × GBU-12 „Paveway II“ (lasergelenkte Gleitbombe 227 kg / 500 lb)

Ungelenkte Freifallbomben
- 5 × Mark 81 LDGP (127-kg-Freifallbombe)
- 5 × Mark 82 LDGP (227-kg-/500-lb-Freifallbombe)
- 5 × Mark 82 „Snake Eye“ (227-kg-Freifallbombe mit Bremsschirm)
- 3 × Mark 83 LDGP (454-kg-/2000-lb-Freifallbombe)
- 1 × Mark 84 LDGP (907-kg-/2000-lb-Freifallbombe)
- 5 × M117 (343-kg-/750-lb-Freifallbombe)
- 1 × M118 (1360-kg-/3000-lb-Freifallbombe)
- 5 × Matra „Durandal“ (raketengetriebene 219-kg-Anti-Startbahn-Bombe)[13]
- 5 × CBU-24/B (362-kg-/800-lb-Streubombe mit 655 BLU-26 oder BLU-36-Splitterbomblets)
- 5 × CBU-49/B (381-kg-/840-lb-Streubombe mit 670 BLU-59-Splitterbomblets)
- 5 × CBU-52/B (359-kg-/789-lb-Streubombe mit 220 BLU-61 Splitter-/Brandbomblets)
- 5 × CBU-58/B (408-kg-/900-lb-Streubombe mit 650 BLU-36-Splitterbomblets)
- 5 × CBU-71/B (359-kg-/789-lb-Streubombe mit 650 BLU-86 Splitter-/Brandbomblets)
- 5 × CBU-100 (Mark 20 „Rockeye II“) (222-kg-/490-lb-Streubombe mit 247 Mk.118-Hohlladungs-Bomblets)
- 4 × BLU-1 (340-kg-/750-lb-Napalmbombe)
- 2 × BLU-27/B (340-kg-/750-lb-Napalmbombe)
- 2 × BLU-32/B (225-kg-/500-lb-Napalmbombe)
- 4 × Matra/Thomson-Brandt BLG 66 „Belouga“ (305-kg-Streubombe mit 151 Bomblets)[13]
- 4 × British Hunting Engineering BL755 (254-kg-Streubombe mit 147 Hohlladungs-Bomblets)
- 1 × 30-6-M2-Waffenträger mit 18 × Thomson-Brandt BAT-120 (34-kg-Splitterbombe)
- 1 × 30-6-M2-Waffenträger mit 18 × Thomson-Brandt BAP-100 (32,5-kg-Anti-Startbahn-Bombe)
- 5 × Mark 36 „Destructor“ (227-kg-/500-lb-Seemine)

Zusatzbehälter
- 1 × GPU-5-Kanonenbehälter mit 1 × 30-mm-GAU-13-Maschinenkanone und 352 Schuss Munition
- 4 × CBU-2/A (Streumunitionsbehälter mit 360 BLU-3/B-Splitterbomblets)[14]
- 4 × CBU-2/B (Streumunitionsbehälter mit 409 BLU-3/B-Splitterbomblets)[14]
- 4 × CBU-12/B (Streumunitionsbehälter mit 217 BLU-17/B-Rauch/Brand-Bomblets)[14]
- 4 × CBU-14/A (Streumunitionsbehälter mit 114 BLU-3-Splitterbomblets)[14]
- 4 × CBU-15/A (340-kg-/750-lb-Streumunitionsbehälter mit 40 BLU-19-Sarin-Bomblets)[14]
- 4 × CBU-33/A (350-kg-/770-lb-Streumunitionsbehälter mit 30 BLU-45/B-Panzerabwehrminen)[14]
- 4 × CBU-34/A (Streumunitionsbehälter mit 540 BLU-42-Antipersonenminen)[14]
- 4 × CBU-38/A (Streumunitionsbehälter mit 40 BLU-49/B-Splitterbomblets)[14]
- 2 × CBU-46/A (400-kg-/880-lb-Streumunitionsbehälter mit 640 BLU-66/B-Splitterbomblets)[14]
- 3 × abwerfbarer Zusatztank für 1.050 Liter (für 275 gal Kerosin; nur F-5E/F)
- 3 × 570-Liter-Zusatztank (für 150 gal Kerosin; nur F-5A/B)
- 2 × 190-Liter-Flügelend-Zusatztank (für 50 gal Kerosin; nur F-5A/B)
- 2 × SUU-25A/C/E-Behälter für je 8 × Mark 24 (LUU-1/-2/-5) Zielmarkierungskörper
- 1 × SUU-20A/A-Trainingsbombenbehälter
- 1 × schwedische Schleppwinde für Schleppsack
- 1 × Trainingsbombenbehälter Flight Refuelling Limited CBLS 200 für 4 Übungsbomben
- 1 × Ericsson Saab Avionics ALQ-503 (EriJammer A100 „Vista-5“) – elektronischer Störsender
- 1 × AN/ALQ-171(V)-Störgerätbehälter[15]

## Selbstverteidigung
Aktive Maßnahmen
Unter dem Rumpf ist hinter dem Steuerbord-Hauptfahrwerk eine Verkleidung für zwei Täuschkörperwerfer installiert.
- 2 × Täuschkörperwerfer US TRACOR AN/ALE-40(V)7 mit je 15 Täuschkörper-Patronen bspw. MJU-7A/B-Hitzefackeln mit 38 mm Breite und Länge oder 30 RR-170-Täuschkörper-Patronen mit 25 mm Breite und Länge (Niederlande, Norwegen, Saudi-Arabien und Schweiz)

Passive Maßnahmen
Hinter der Radarnasenverkleidung und vor den Nachbrennern sind seitlich je zwei Radarwarn-Empfänger installiert.
- 4 × Nortroph Grumman AN/ALR-87-Radarwarnempfänger (Schweiz/Taiwan/Südkorea)
- 4 × Nortroph Grumman AN/ALR-46-Radarwarnempfänger (Norwegen,Saudi-Arabien)

## Nutzer

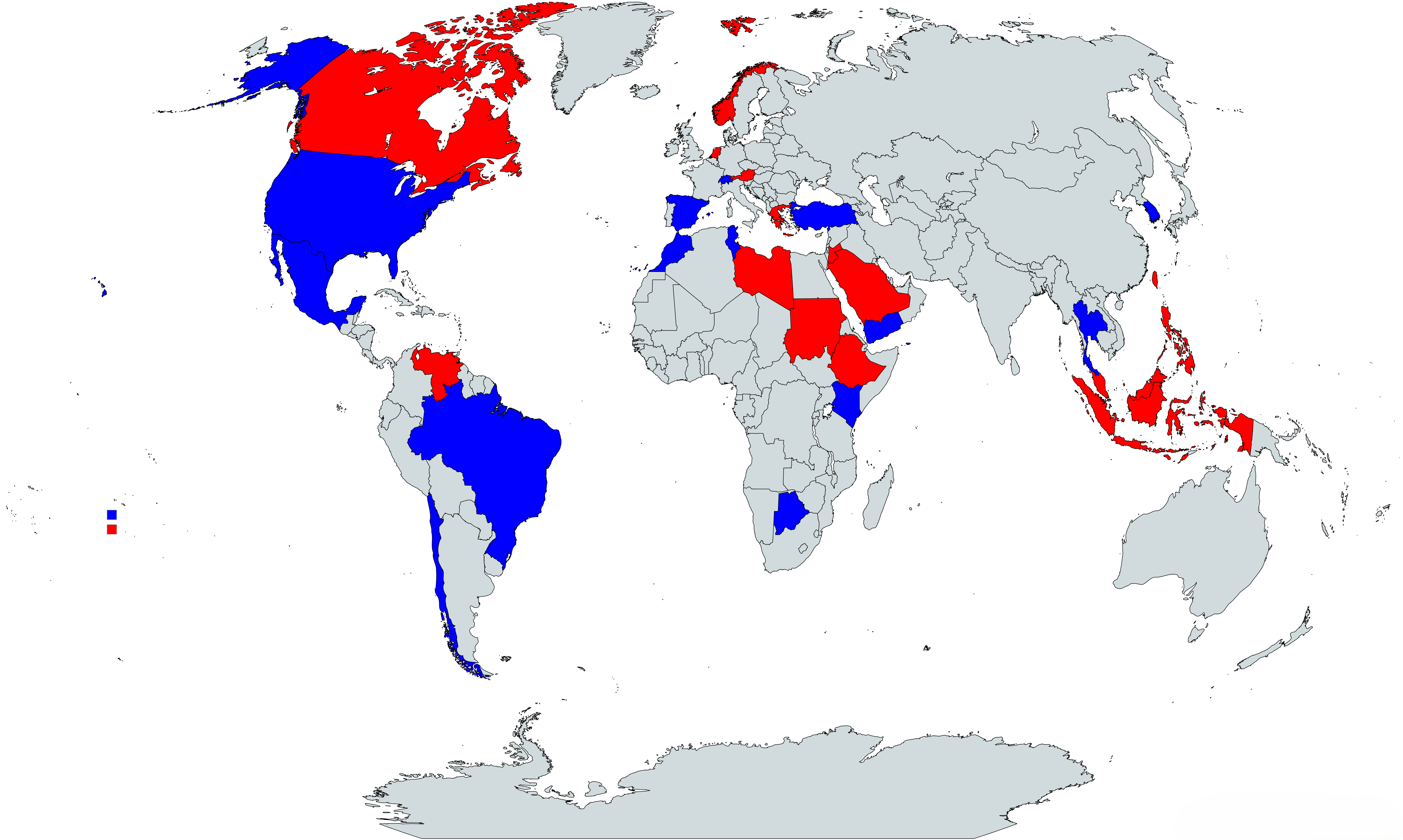
Betreiber der F-5 (blau: aktuell, rot: ehemalig)

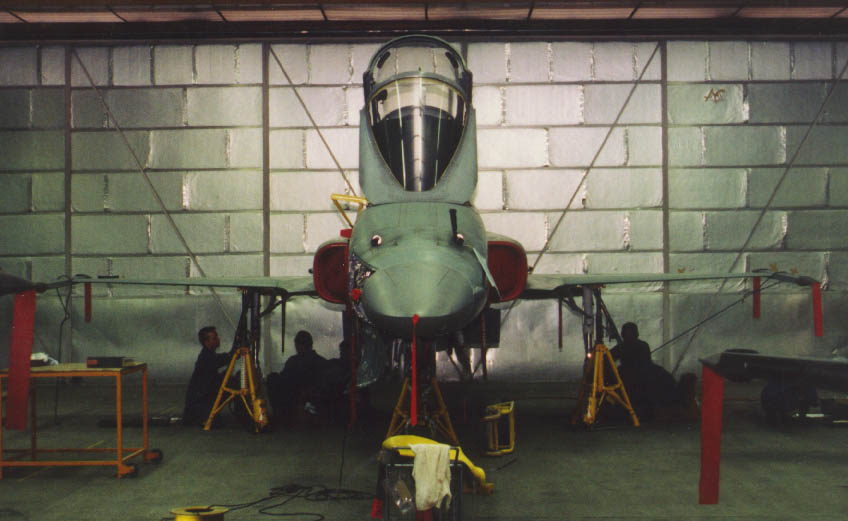
Schweizer F-5E

Northrop F-5 Força Aérea Brasileira

Laut Flugrevue flogen im September 2023 noch rund 400 F-5. Die meisten flogen in Südkorea mit 156 Stück. Die Flugrevue zählte „aktiv genutzte“, also die Tiger in reinen Trainingsrollen wie bei der U.S. Navy nicht mit.
- Äthiopien
- Bahrain (8 F-5E und 2 F-5F)
- Botswana (10 modernisierte CF-5A und 5 CF-5D aus Kanada, laut Flugrevue im September 2023 noch 11 Stück)
- Brasilien (57 F-5E, laut Flugrevue im September 2023 noch 42 Stück)
- Chile (ursprünglich 18 (15 F-5E + 3 F-5F); aufgerüstet: 16 12+3(!)[17] )
- Griechenland
- Honduras (16 F-5E, laut Flugrevue 2023 noch 4)
- Indonesien
- Iran (169 F-5E/F, laut Flugrevue im September 2023 noch 35 Stück)
- Jemen
- Jordanien
- Kanada
- Kenia (13 F-5E und 2 F-5F aus Jordanien, laut Flugrevue im September 2023 17 Stück)
- Libyen
- Malaysia
- Marokko (33 F-5A/B, 9 F-5E/F und 24 modernisierte F-5TIII, laut Flugrevue im September 2023 noch 22 Stück)
- Mexiko (10 F-5E und 2 F-5F, Dienstzeit 1982 bis 2016[18], laut Flugrevue im September 2023 noch 3 Stück)
- Niederlande (NF-5A, NF-5B)
- Norwegen
- Österreich (12 F-5E 2004–2008 gemietet von der Schweiz)
- Philippinen (22 F-5A und 8 F-5B)
- Saudi-Arabien (110 F-5E/F)
- Singapur (RSAF, 32 F-5S, 9 F-5T und 8 RF-5S)
- Südkorea
- Spanien (20 SF-5B)
- Sudan (10 F-5E und zwei F-5F)
- Schweiz (Anfang 2024 noch 18 im Einsatz,[19] Ausserdienststellung bis Ende 2027[20] Im März 2024 hatten sich in Emmen noch weitere 22 an die USA verkaufte F-5 Tiger befunden und wurde deren erster an die amerikanischen Streitkräfte übergeben.[21] In früheren Jahren waren bereits diverse der Schweizer Tiger in die USA gelangt. 2003 war der Kauf von 32 Jets mitgeteilt worden. Später gingen weitere 12 Flugzeuge in die USA.[22])
- Thailand, laut Flugrevue im September 2023 noch 30 Stück
- Taiwan (Chung-Hua Min-Kuo K’ung-Chün – taiwanische Luftwaffe: 115 F-5A/B, sowie 308 F-5E/F unter Lizenz, 2025 ausser Dienst[23])
- Tunesien, laut Flugrevue im September 2023 noch 11 Stück
- Türkei (über 200 F-5A/B und NF-5A/B; 40 bis 50 wurden zu F-5/2000 modernisiert)
- Venezuela (14 F-5E/F, laut Flugrevue im September 2023 noch 6 Stück)
- Vereinigte Staaten (U.S. Air Force, U.S. Navy, U.S. Marine Corps und NASA, laut Flugrevue im September 2023 noch 42 Stück. Die US-Navy wird die Flugzeuge bis 2040 betreiben und rüstete die von der Schweiz erworbenen Occasionen darum mit neuen Cockpits aus.[24] Zuletzt erwarb die Navy 16 Einsitzer und 6 Doppelsitzer.[25])
- Vietnam

Beutemaschinen zum Testen
- Volksrepublik China (unbestätigt aus Vietnam)
- Polen (2 aus Vietnam)
- Tschechien (1 aus Vietnam)
- Sowjetunion (unbekannte Anzahl aus Vietnam)[26][27][28]

## Zwischenfälle
- Am 2. August 1974 stürzte eine niederländische F-5A (Reg. K-3074) über Rheinland-Pfalz im Westerwald zwischen Freilingen und Steinen unmittelbar am Hausweiher ab. Flugsicherheitsexperten vermuten einen technischen Defekt, den der Pilot nicht an die Bodenleitstelle meldete. Mehrere Augenzeugen vom Campingplatz am Hausweiher beobachteten den Absturz, machten jedoch unterschiedliche Angaben. Einige sagten aus, das Flugzeug habe in der Luft getrudelt, andere sahen es „über die Tragfläche abschmieren“. Das Flugzeug schlug auf dem Feld vor dem Hausweiher auf und einige Teile inklusive der Triebwerke wurden direkt in den Weiher geschleudert. Nach Aussage von Anglern habe der Pilot den Schleudersitz zwar betätigt, jedoch habe sich der Fallschirm nicht mehr geöffnet. Die sterblichen Überreste des Piloten wurden später am Ufer des Hausweihers geborgen. Womöglich steuerte der Pilot das Flugzeug bewusst zum Absturz auf das Feld, um Opfer in der Zivilbevölkerung in den nahen Ortschaften zu vermeiden, wie Augenzeugen annahmen.[29]

- Am 4. Juli 1996 wurde der Pilot einer Schweizer F-5E beim Rückenflug in einer Formation mehrerer F-5E unbeabsichtigt mit dem Schleudersitz aus dem Flugzeug geschossen. Das Flugzeug traf bei Schänis in Rückenlage auf Moorboden auf. Der Pilot wurde nur leicht verletzt und ist nach diesem Vorfall weiterhin als Kampfpilot tätig.[30]
- Am 2. November 2012 zerschellte eine Maschine auf Grund technischer Komplikationen während des Landeanflugs auf die spanische Basis Talavera la Real am Fuß der Landebahn. Der Pilot starb bei diesem Unfall, sein Schüler erlitt eine Querschnittlähmung.[31]
- Am 21. April 2013 zerschellte eine iranische F-5F aus amerikanischer Produktion wenige Minuten nach dem Start vom Stützpunkt Dezful an einem Berg in der Nähe der Stadt Abdanan in der Provinz Ilam, wobei beide Piloten ums Leben kamen.[32]
- Am 9. Juni 2016 kollidierten zwei F-5E der Patrouille Suisse bei einer Übung für eine niederländische Flugshow in der Nähe von Leeuwarden. Ein Kampfjet stürzte ab, wobei sich der Pilot mit dem Schleudersitz retten konnte und leicht verletzt wurde. Das andere Flugzeug konnte notlanden.[33]
- Am 26. Mai 2021 stürzte eine schweizerische F-5 bei einem Übungsflug im Gebirge ab, eine Ursache ist nicht bekannt. Der Pilot konnte sich mit dem Schleudersitz retten und blieb unverletzt.[34]
- Am 21. Februar 2022 stürzte eine iranische Maschine in Täbris in die Mauer eines zu diesem Zeitpunkt leeren Schulgebäudes, die beiden Piloten sowie eine weitere Person kamen ums Leben.[35]